# Patrick Gânțe
Patrick Ioan Gânțe (* 15. Februar 2004 in Oradea) ist ein rumänischer Fußballspieler.

## Karriere

### Verein
Gânțe begann seine Karriere beim CA Oradea. Zur Saison 2020/21 wechselte er nach Italien in die Jugend der AS Rom. Ohne den Sprung zu den Profis geschafft zu haben, verließ er Italien im August 2022 und wechselte zum österreichischen Bundesligisten TSV Hartberg, bei dem er einen bis Juni 2025 laufenden Vertrag erhielt. Bei Hartberg spielte er aber keine Rolle und stand nie im Spieltagskader.
Daraufhin wurde Gânțe im Februar 2023 an den Zweitligisten SV Lafnitz verliehen. Sein Debüt in der 2. Liga gab er im März 2023, als er am 20. Spieltag der Saison 2022/23 gegen den FC Dornbirn 1913 in der 66. Minute für Stefan Sulzer eingewechselt wurde. Bis zum Ende der Leihe kam er zweimal in der 2. Liga zum Einsatz. Im Juli 2023 wurde er dann fest von Lafnitz verpflichtet.
Nachdem er in der Saison 2023/24 bis zur Winterpause nur für die Amateure gespielt hatte, wechselte er im Januar 2024 nach Ungarn zum Zweitligisten Kazincbarcika SC.

### Nationalmannschaft
Gânțe spielte im Oktober 2021 einmal für die rumänische U-18-Auswahl.